# ليوناردو روتشا
ليوناردو روتشا (بالبرتغالية: Leonardo da Silva Rocha‏) (7 مارس 1985 في البرازيل – )؛ هو لاعب كرة قدم كان يلعب كلاعب وسط.

## وصلات خارجية
- ليوناردو روتشا على موقع رابطة كرة القدم اليابانية للمحترفين (اليابانية)
- ليوناردو روتشا على موقع قاعدة بيانات كرة القدم.إي يو (الإنجليزية)
- ليوناردو روتشا على موقع Soccerway.com (الإنجليزية)
- ليوناردو روتشا على موقع عالم كرة القدم.نت (الإنجليزية)